# 其他特定的分离障碍
其他特定的分离障碍（英語：Other Specified Dissociative Disorder，缩写：OSDD），ICD-11称其他特定分离性障碍，DSM-4中被归类为未另作分类的分离障碍，是指符合分离障碍诊断标准，但未完全符合任一分离障碍类别诊断标准（解离性身份障碍、解离性遗忘症和人格解体-现实解体障碍）的精神障碍。诊断中需具体说明为何不符合上述具体障碍的完整标准；若临床医生未提供具体原因，则会被归类为“其他特定的分离障碍”。

## 子类型和表现形式
其他特定的分离障碍的例子包括：
- 慢性或反复出现的混合型解离症状；
- 由于长期而强烈的强制性洗脑所导致的身份混乱；
- 与解离性身份识别障碍类似但未达其诊断标准的障碍；
- 对压力事件的急性解离反应；
- 解离性恍惚状态。[1]

## 流行病学
其他特定的分离障碍是最常见的分离障碍，约占所有分离障碍病例的40%。
该障碍常常与其他精神疾病共病，例如复杂性创伤后应激障碍、重性抑郁障碍、广泛性焦虑障碍、人格障碍、物质使用障碍和进食障碍等。

## 治疗
研究表明，分离障碍患者对心理治疗反应较好。目前尚无可直接治疗解离症状的药物。

## 演变

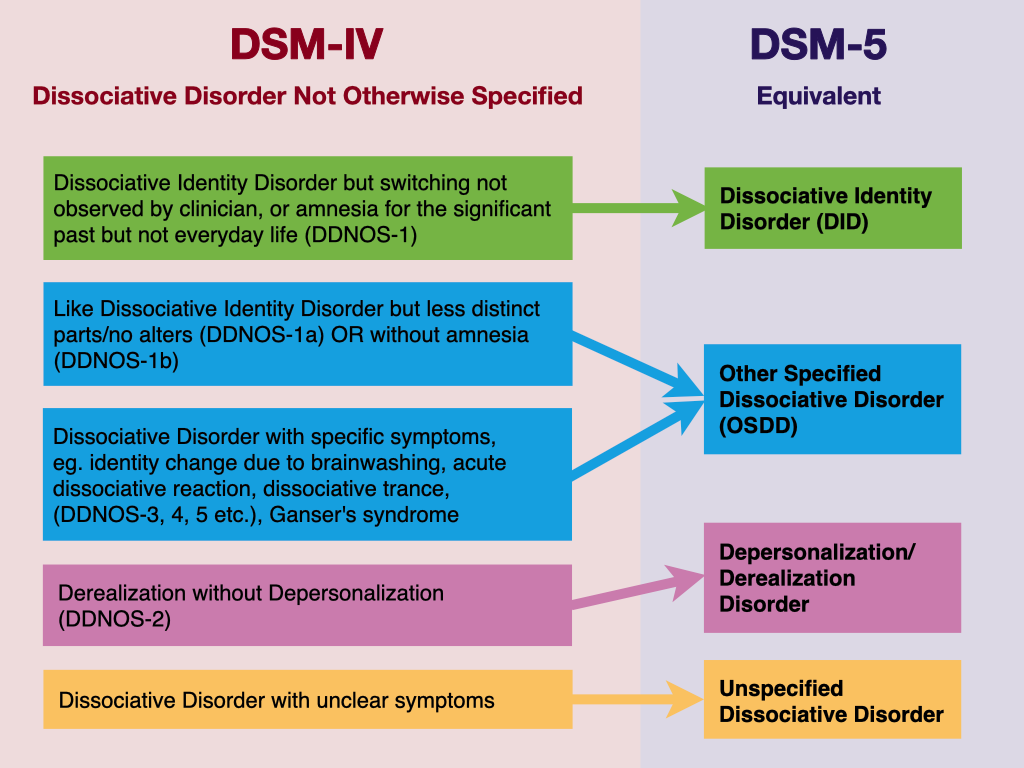
DSM-IV至DSM-V中分离障碍的变化。

在2013年发布的DSM-5中，“其他特定的分离障碍”与“未特定的分离障碍”一同正式取代了“未另作分类的分离障碍”（DDNOS）。

## 诊断标准
目前在DSM-5中列举了四个OSDD的例子。OSDD是一个“统合性”诊断类别，用于描述那些异常但不完全符合其他特定的分离障碍诊断标准的个案，因此DSM中所列的仅是示例，OSDD的表现形式不限于此。
OSDD的诊断前提是排除其他明确的分离障碍；如果临床诊断尚不明确，或在如急诊等紧急场合下无法做出详细判断，则可能被暂时诊断为“未特定的分离障碍”。在进行OSDD诊断时，临床医生可在患者记录中具体注明表现类型，例如：“OSDD（解离性恍惚）”。常见的误解是DSM中的四个示例被当作是OSDD的“类型”，但事实上，DSM并未将这些称作“类型”，而是将其作为临床医生可标注的示例。

### 混合型解离症状的慢性或反复综合征
DSM指出，此类别包括“与个体身份感和自主感之间的不明显断裂相关的身份扰乱，或身份改变或附体现象，但无解离性遗忘的报告”。
在ICD-11中，这种表现被称为“部分解离性身份障碍”。

### 由长期且强烈的强制性洗脑导致的身份扰乱
DSM列举的情境包括“洗脑、思想改造、囚禁期间的灌输、酷刑、长期政治囚禁、被邪教、极端组织招募等”。此类患者可能会经历身份的剧烈变化或对自我认同产生疑问。

### 应激事件导致的急性解离反应
此类别用于描述急性解离发作，通常持续数小时至数周，但不超过一个月。其特征包括“意识收缩”，例如“人格解体、现实解体、错觉（如时间变慢、视物放大症）、记忆缺失（如瞬时性遗忘）、短暂的木僵、以及感知—运动功能的改变（如无痛症、瘫痪）”。

### 解离性恍惚
此类别描述的是一种解离性恍惚：“个体对周围环境的意识急剧缩小或完全丧失，表现为对环境刺激无反应或反应迟钝”。DSM特别指出，“此类恍惚不属于广泛接受的萨满教或其他文化或宗教实践的一部分”。
在ICD-11中，此状况被单独诊断为“恍惚障碍”。